# Drosera myriantha
Drosera myriantha es una especie erecta y tuberosa de planta carnívora perteneciente al género Drosera. 

## Descripción
Produce hojas carnívoras a lo largo de los tallos que pueden tener de 15 a 35 cm  de alto. Las flores, de color rosa o blanco, surgen de octubre a diciembre.

## Distribución y hábitat
Es endémica de Australia Occidental y se encuentra a lo largo de la costa sur de Perth a Albany. Crece en zonas pantanosas de turba o suelos de arena.  

## Taxonomía
Fue descrita por primera vez por Jules Émile Planchon y publicado en Annales des Sciences Naturelles; Botanique, sér. 3 9: 291, en el año 1848.
Etimología
Drosera: tanto su nombre científico –derivado del griego δρόσος (drosos): "rocío, gotas de rocío"– como el nombre vulgar –rocío del sol, que deriva del latín ros solis: "rocío del sol"– hacen referencia a las brillantes gotas de mucílago que aparecen en el extremo de cada hoja, y que recuerdan al rocío de la mañana.
myriantha: epíteto
Sinonimia
- Sondera myriantha (Planch.) Chrtek & Slavíková, Novit. Bot. Univ. Carol. 13: 44 (1999 publ. 2000).[4]